# Ректори Львівського університету

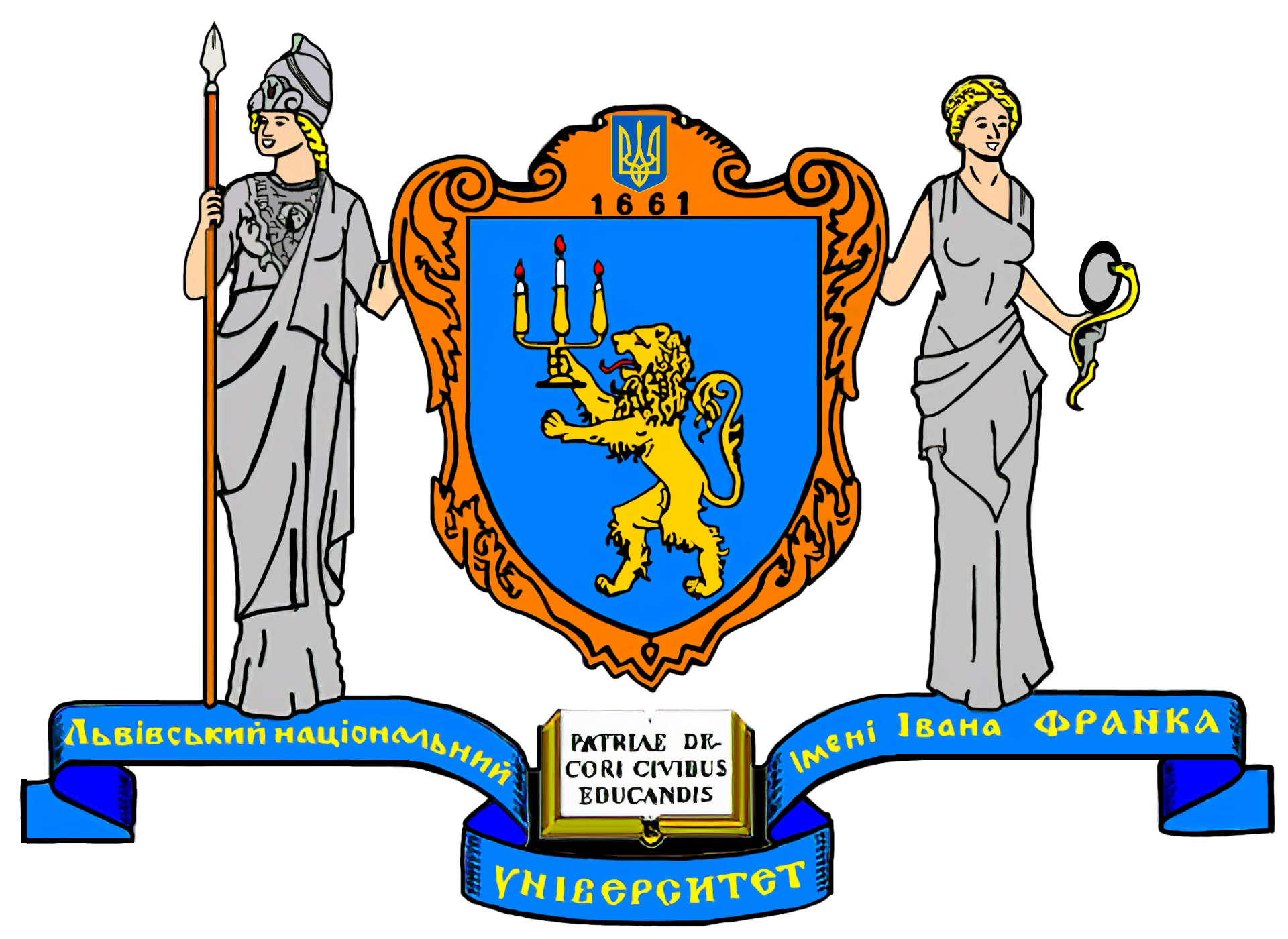
Герб Львівського національного університету

Ректори Львівського університету — керівники Львівського університету в період від 1784 року до сьогодні.

## Ректори Львівської єзуїтської колегії
Докладніше: Ректори Львівської єзуїтської колегії

## Ректори Львівського університету

### Ректори Львівського університету ім. Йосифа ІІ

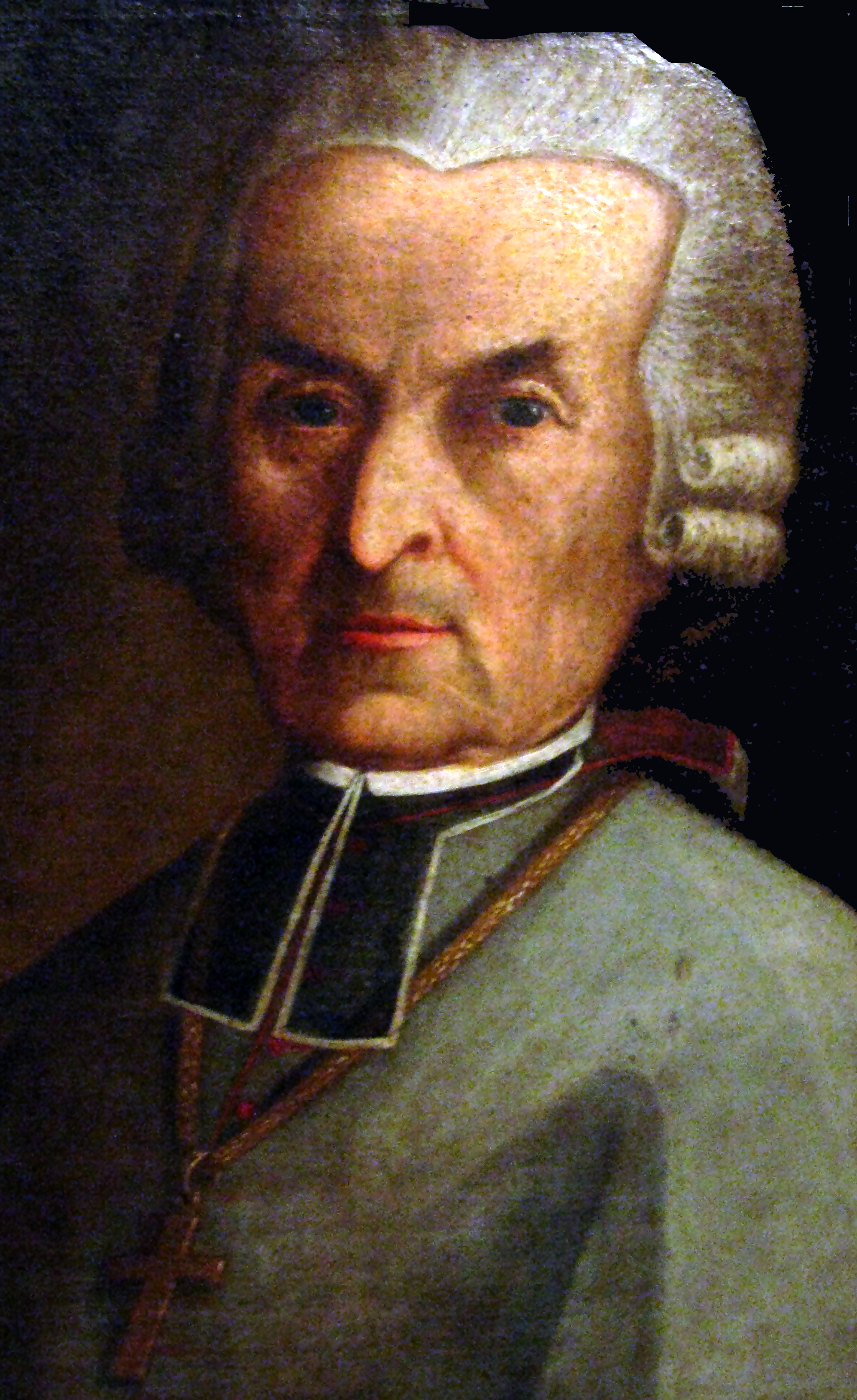
Антоній Вацлав Бетанський — перший ректор Йосифінського університету у Львові

- Антоній Вацлав Бетанський (1784—1785)
- Балтазар Борзаґа (1785—1786)
- Бурхард Шіверек (1786—1787)
- Віт Вреха (1787—1788)
- Йозеф Віммер (1788—1789)
- Ян Амброз (1789—1790)
- Алоїз Капуано (1790—1791)
- Вацлав Ганн (1791—1792)
- Ян Антоні де Поточкі (1792—1793)
- Домінік Зіґфрід Кефіль (1793—1794)
- Лоренц Прессен (1794—1795)
- Ян Гольфельд (1795—1796)
- Антоній Ангелович (1796—1797)
- Станіслав Ґжембський (1797—1798)
- Бурхард Шіверек (1798—1799)
- Юзеф граф фон Свиц-Спорк (1799—1800)
- Каєтан Кіцький (1800—1801)
- Балтазар Борзаґа (1801—1802)
- Франц Мазох (1802—1803)
- Ян Земанчик (1803—1804)
- Миколай Скородинський (1804—1805) (помер 23 травня 1805)

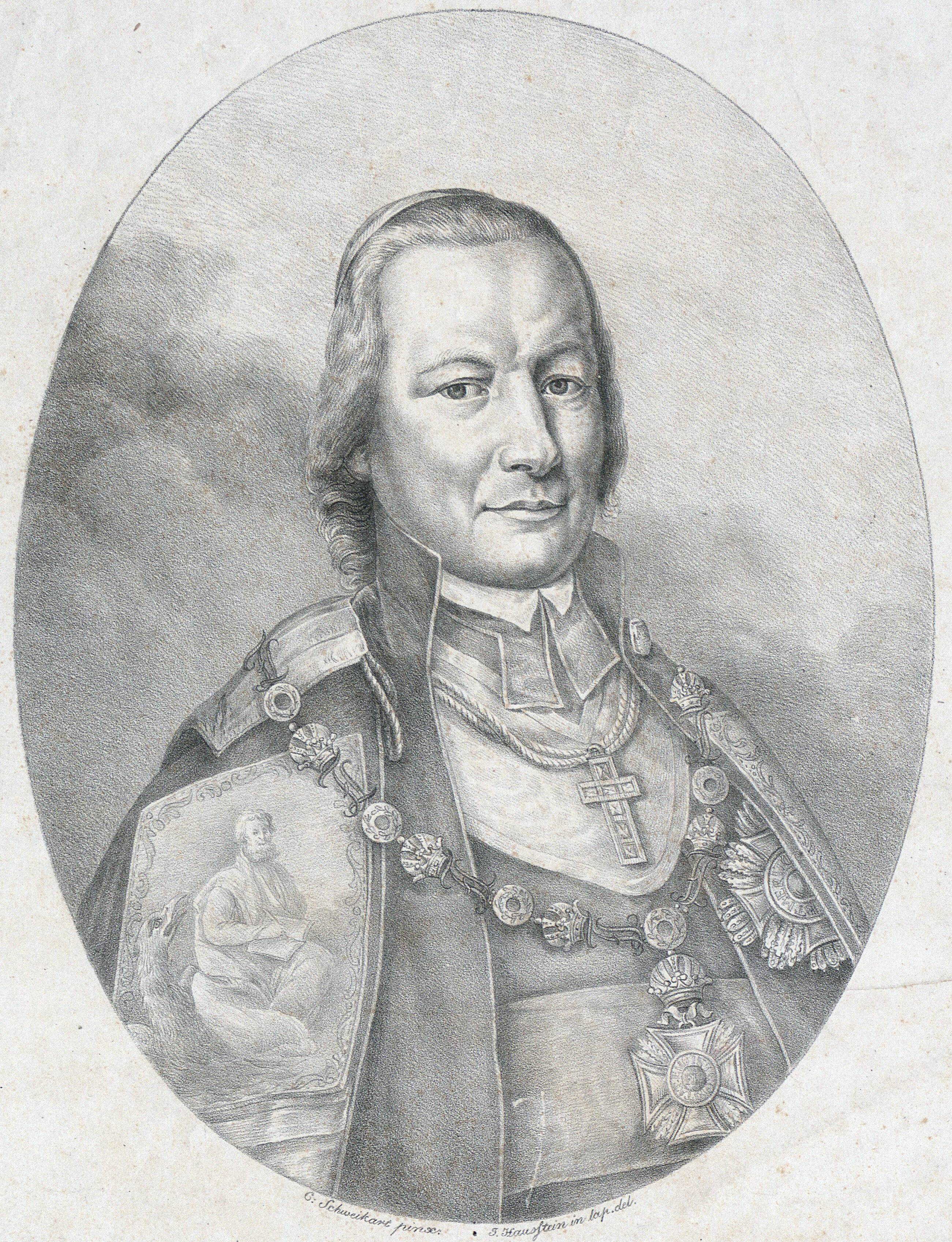
Антоній Ангелович — перший українець-ректор Львівського університету (1796—1797)

- Франтішек Кодеш (1804—1805)

### Ректори Львівського ліцею
- Ян Амброз (1805—1806)
- Лоренц Прессен (1806—1807)
- Ґеорґ Ехснер (1807—1808)
- Ян Непомуцен Гоффманн (1808—1809)
- Йозеф Арбтер (1809—1810)
- Франц де Пауля Нойгаузер (1810—1811)
- Ян Гольфельд (1811—1812)
- Анджей Цайзль (1812—1813)
- Максиміліан Алоїз Фюґер (1813—1814)
- Франц Бабель де Фронсберґ (1814—1815)
- Франтішек Кодеш (1815—1816)
- Франтішек Кодеш (1816—1817)

### Ректори Львівського університету ім. Франца ІІ
- Анджей Анквіч (1817—1818)
- Йозеф Вінівартер (1818—1819)
- Фердинанд Штехер (1819—1820)
- Юліус Гюттер (1820—1821)
- Модест Гриневецький (1821—1822)
- Максиміліан Алоїз Фюґер (1822—1823)
- Петер Крауснекер (1823—1824)
- Йозеф Маусс (1824—1825)
- Франциск Ксаверій Захар'ясевич (1825—1826)
- Фердинанд Польберґ (1826—1827)
- Франц Мазох (1827—1828)
- Микола Нападієвич (1828—1829)
- Венедикт Левицький (1829—1830)
- Карл Краусс (1830—1831)
- Войцех Жердинський (1831—1832)
- Авґуст Кунцек (1832—1833)
- Онуфрій Криницький (1833—1834)
- Ян Добжанський (1834—1835)
- Франц де Пауля Нойгаузер (1835—1836)
- Ян Стібер (1836—1837)
- Мартин Барвінський (1837—1838)
- Антон Гаймберґер (1838—1839)
- Франц Бабель де Фронсберґ (1839—1840)
- Ґеорґ Гольцґетан (1840—1841)
- Яків Геровський (1841—1842)
- Юзеф Райнер (1842—1843)
- Кароль Іґнаци Странський (1843—1844)
- Адольф Пфайффер (1844—1845)
- Антоній Манастирський (1845—1846)
- Франтішек Туна (1846—1847)

- Бенедикт Ваґнер (1847—1848)
- Карломан Танґль (1848—1849)

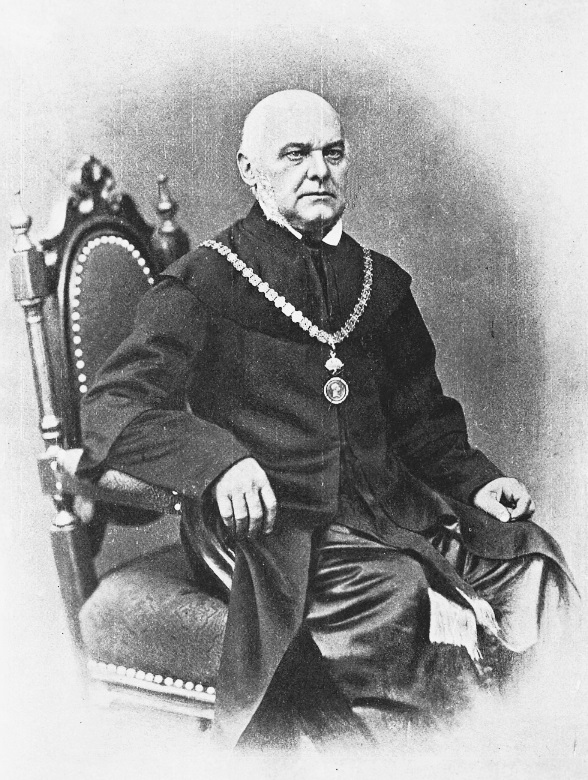
Яків Головацький — ректор Львівського університету, 1864

- Себастіян Міхал Тичинський (1849—1850)
- Франц Коттер (1850—1851)
- Йозеф Маусс (1851—1852)
- Каєтан Жмиґродський (1852—1853)
- Едуард Гербст (1853—1854)
- Іґнац Лемох (1854—1855)
- Онуфрій Криницький (1855—1856)
- Ян Паздєра (1856—1857)
- Антоній Вахгольц (1857—1858)
- Онуфрій Криницький (1858—1859)
- Анджей Фанґор (1859—1860)
- Григорій Яхимович (1860—1861)
- Людвік Маліновський (1861—1862)
- Фрідріх Рульф (1862—1863)
- Яків Головацький (1863—1864)
- Лукаш Солецький (1864—1865)
- Евгеніуш Мор (1865—1866)
- Вільгельм Керґель (1866—1867)
- Йосиф Делькевич (1867—1868)
- Фрідріх Рульф (1868—1869)
- Германн Шмідт (1869—1870)
- Франц Костек (1870—1871)
- Франц Коттер (1871—1872)
- Антоній Малецький (1872—1873)
- Альберт Філярський (1873—1874)
- Маврици Кабат (1874—1875)
- Євсевій Черкавський (1875—1876)
- Євсевій Черкавський (1876—1877)
- Зиґмунт Венцлевський (1877—1878)
- Леон Білінський (1878—1879)
- Ксаверій Ліске (1879—1880)
- Климентій Сарницький (1880—1881)
- Леонард П'єнтак (1881—1882)
- Броніслав Леонард Радзишевський (1882—1883)
- Едвард Ріттнер (1883—1884)
- Людвік Клосс (1884—1885)
- Лаврентій Жмурко (1885—1886)
- Тадеуш Пілат (1886—1887)
- Євсевій Черкавський (1887—1888)
- Леонард П'єнтак (1888—1889)
- Климентій Сарницький (1889—1890)
- Томаш Станецький (1890—1891) (помер 8 січня 1891)
- Роман Пілат (1890—1891)
- Авґуст Баласітс (1891—1892)
- Марцелій Паливода (1892—1893)
- Людвік Цвіклінський (1893—1894)
- Тадеуш Войцеховський (1894—1895)
- Освальд Бальцер (1895—1896)
- Йосиф Комарницький (1896—1897)
- Антоній Реман (1897—1898)
- Генрик Кадий (1898—1899)
- Владислав Абрагам (1899—1900)

- Броніслав Кручкевич (1900—1901)
- Людвік Ридигер (1901—1902)

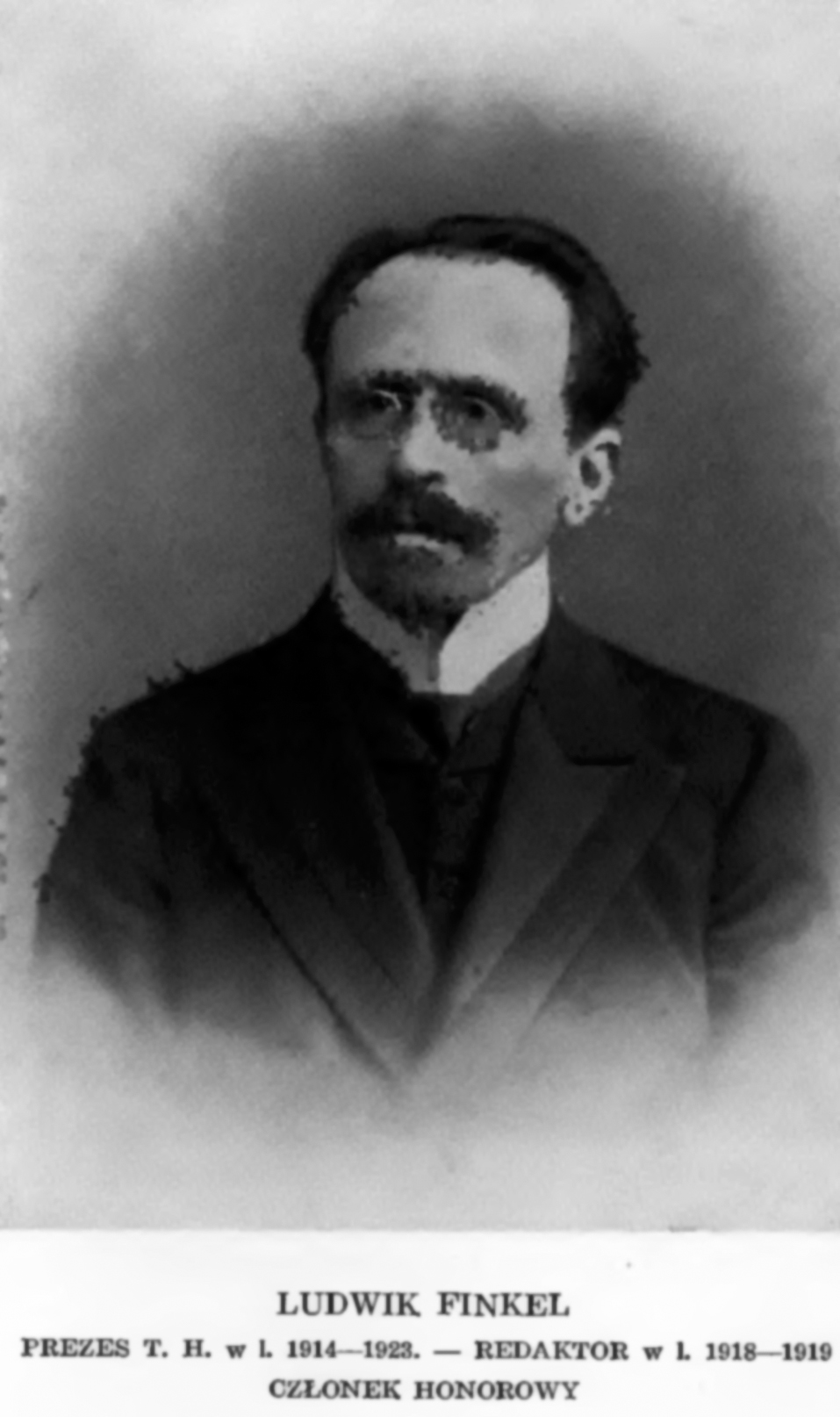
Людвік Фінкель — співавтор двотомної Історії Львівського університету, ректор у 1911—1912 роках

- Владислав Охенковський (1902—1903)
- Ян Непомуцен Фіялек (1903—1904)
- Антоній Каліна (1904)
- Юзеф Пузина (1904—1905)
- Антоні-Владислав Ґлузинський (1905—1906)
- Фелікс Гризецький (1906—1907)
- Броніслав Дембінський (1907—1908)
- Антоній Марс (1908—1909)
- Станіслав Ґломбінський (1909—1910)
- Блажей Яшовський (1910—1911)
- Людвік Фінкель (1911—1912)
- Адольф Бек (1912—1913)
- Станіслав Стажинський (1913—1914)
- Казімєж Твардовський (1914—1917)
- Казімеж Вайс (1917—1918)

### Ректори Львівського університету ім. Яна Казимира
- Антоній Станіслав Юраш (1918—1919)
- Альфред Гальбан (1919—1920)
- Емануель Махек (1920—1921)
- Ян Каспрович (1921—1922)
- Станіслав Нараєвський (1922—1923)
- Юліуш Макаревич (1923—1924)
- Влодзімєж Сєрадський (1924—1925)
- Едвард Порембович (1925—1926)
- Юзеф Семирадський (1926—1927)
- Адам Ґерстманн (1927—1928)
- Леон Пінінський (1928—1929)
- Гілари Шрамм (1929—1930)
- Станіслав Вітковський (1930—1931)
- Северин Кжеменєвський (1931—1932)
- Адам Ґерстманн (1932—1933)
- Генрик Гальбан (1933, обраний ректором 1933 року, але згодом відмовився через важку хворобу)
- Каміль Стефко (1933—1934)
- Ян Чекановський (1934—1935)
- Ян Чекановський (1935—1936)
- Станіслав Кульчинський (1936—1937)
- Станіслав Кульчинський (1937—1938)
- Едмунд Буланда (1938—1939)
- Роман Лонгшам де Бер'є (1939)

### Ректори Львівського державного університету ім. Івана Франка
- Михайло Марченко (1939—1940)
- Георгій Биченко (1940—1941)
- Василь Сімович (1941)

Мельник Володимир Петрович — ректор університету від 2014 до 2025

- Микола Паше-Озерський (1944, виконувач обов'язків ректора)
- Іван Бєлякевич (1944—1948)
- Гурій Савін (1948—1951)
- Євген Лазаренко (1951—1963)
- Микола Максимович (1963—1981)
- Володимир Чугайов (1981—1990)
- Іван Вакарчук (1990—2007) (від 1999 року назва Львівського університету — Львівський національний університет імені Івана Франка)
- Василь Височанський (2007—2010, виконувач обов'язків ректора)
- Іван Вакарчук (2010—2013)
- Василь Височанський (2013—2014, виконувач обов'язків ректора)
- Володимир Мельник (2014—2025)[1]
- Роман Гладишевський (від 29 квітня 2025)[2]